# Arte de inteligencia artificial

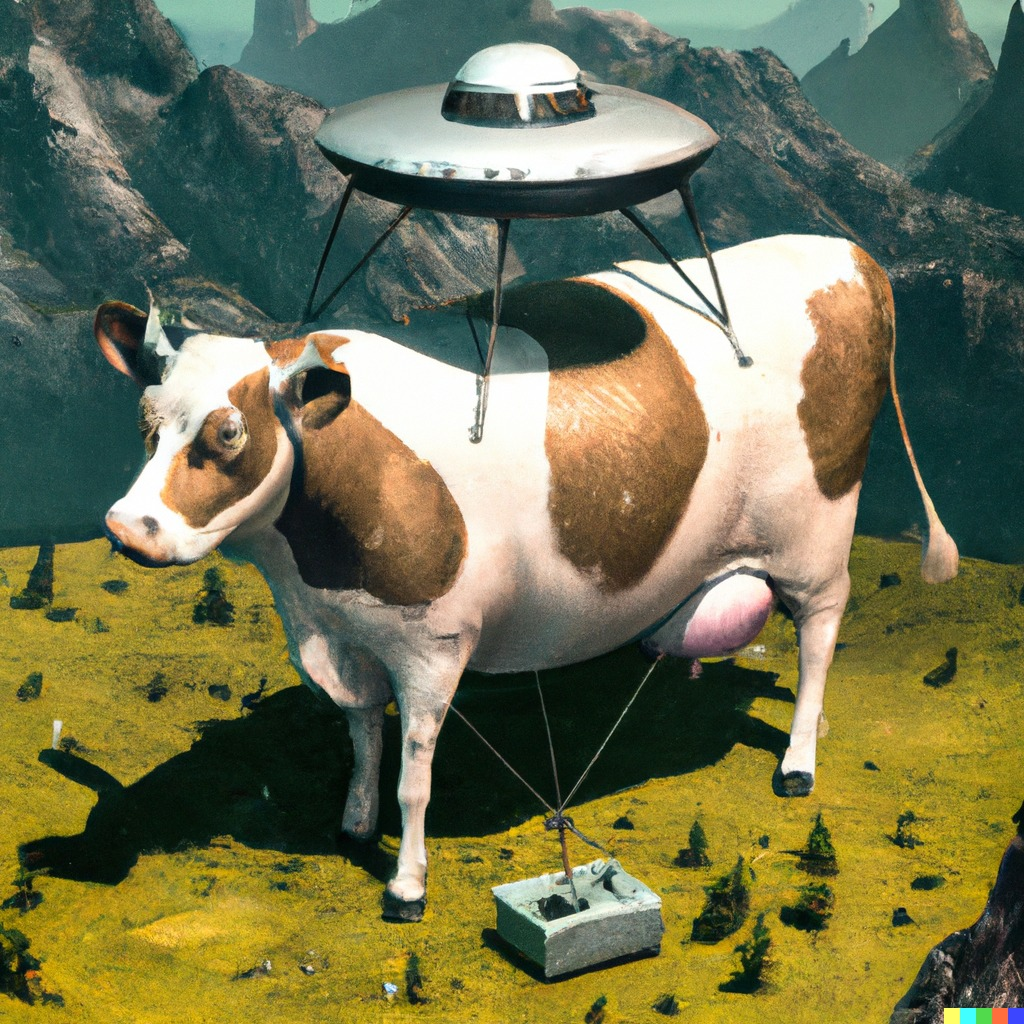
Una imagen generada con DALL-E 2 basada en el texto de aviso "Arte de los años 60 de una vaca secuestrada por un ovni en el medio oeste".

El arte de inteligencia artificial, también referido como Arte de IA (IA art), se refiere a cualquier obra de arte generada mediante el uso de inteligencia artificial.

## Herramientas y procesos

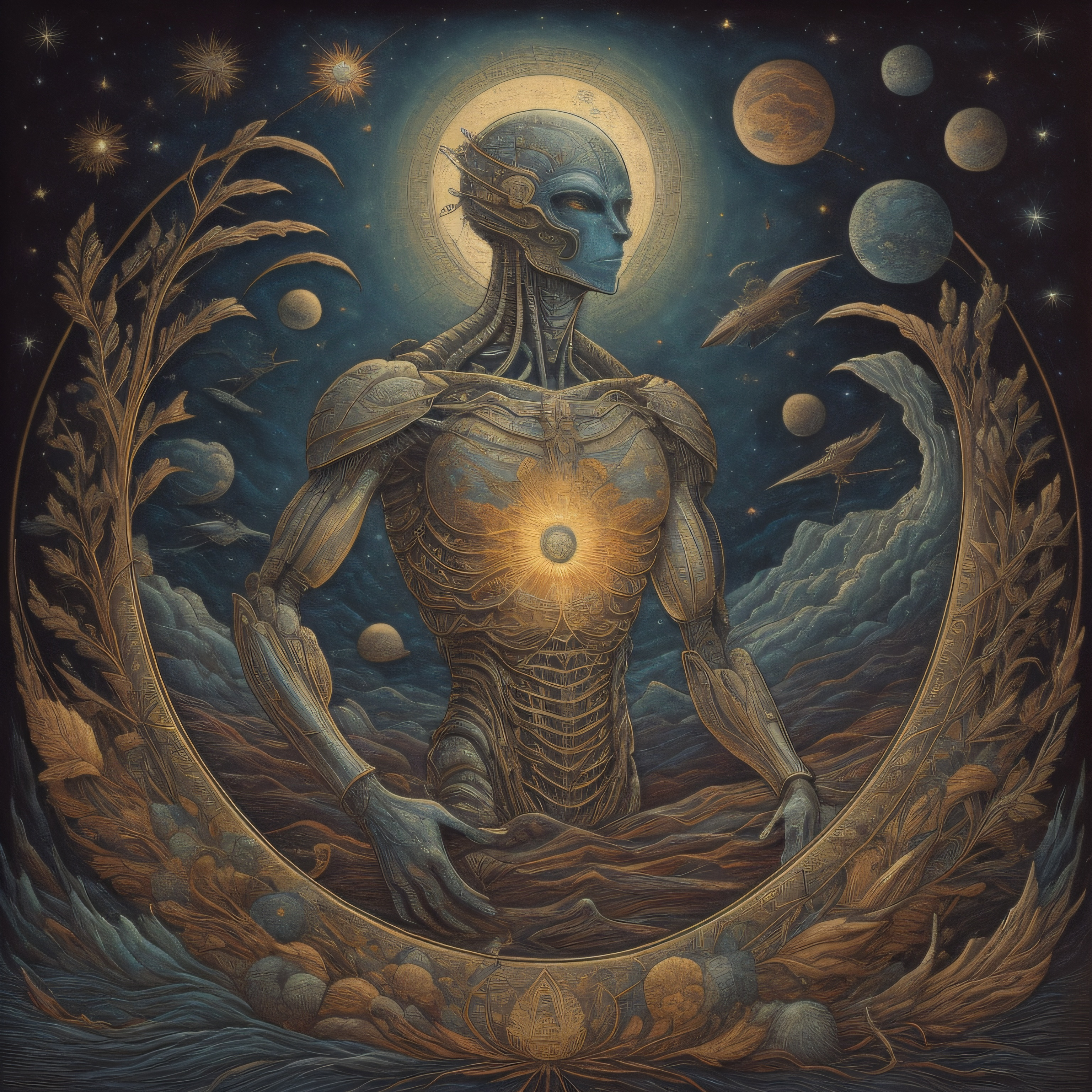
Grabado Flammarion estilo arte de inteligencia artificial

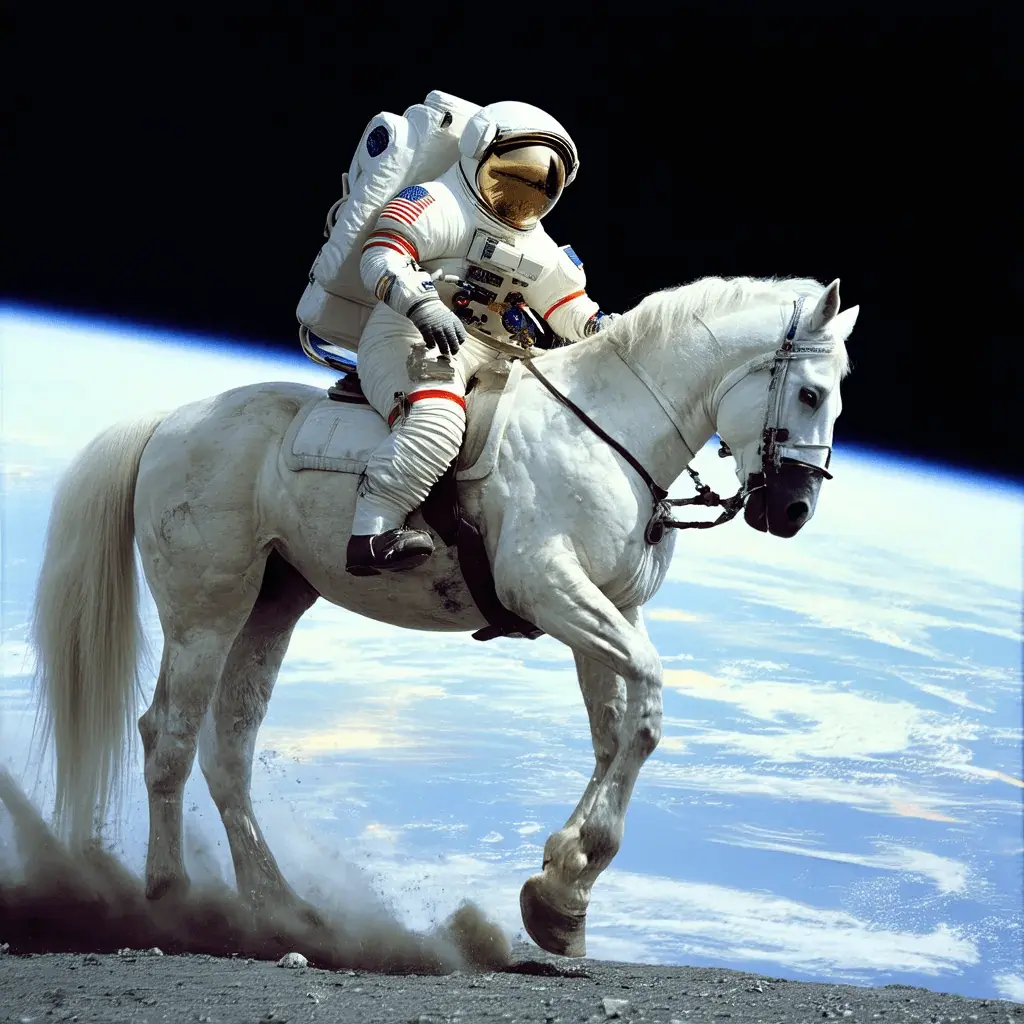
Imagen de un astronauta montando en un caballo, la imagen fue creada con Stable Diffusion.

Existen muchos mecanismos para crear arte con IA, entre ellos la generación de imágenes mediante procedimientos "basados en reglas" utilizando patrones matemáticos, algoritmos que simulan pinceladas y otros efectos de pintura, y algoritmos de inteligencia artificial o aprendizaje profundo, como las redes generativas antagónicas  (GAN, por sus siglas en inglés Generative Adversarial Network) y los transformadores.
Uno de los primeros sistemas de IA artística más relevantes es AARON, desarrollado por Harold Cohen a fines de la década de 1960. AARON es el ejemplo más notable de IA artística en la era de la programación Inteligencia artificial simbólica (GOFAI, por sus siglas en inglés Good Old-Fashioned Artificial Intelligence) por su enfoque basado en reglas simbólicas para generar imágenes técnicas. Cohen desarrolló AARON con el objetivo de poder codificar el acto de dibujar. En su forma primitiva, AARON creaba dibujos simples en blanco y negro. Posteriormente, Cohen terminaba los dibujos pintándolos. A lo largo de los años, también empezó a desarrollar una forma para que AARON también pintara. Cohen diseñó AARON para que pintara utilizando pinceles y tintes especiales que elegía el propio programa sin la mediación de Cohen.
Desde su diseño en 2014, los artistas de IA suelen utilizar las redes generativas antagónicas. Este sistema utiliza un "generador" para crear nuevas imágenes y un "discriminador" para decidir qué imágenes creadas se consideran acertadas. Los modelos más recientes utilizan los sistema de IA VQGAN (Vector Quantized Generative Adversarial Network, red generativa antagónica cuantificada por vectores) y CLIP (Contrastive Language–Image Pre-training, preentrenamiento contrastivo lenguaje-imagen).
DeepDream, lanzado por Google en 2015, utiliza una red neuronal convolucional para encontrar y mejorar los patrones en las imágenes a través de la pareidolia algorítmica, creando así una apariencia psicodélica de ensueño en las imágenes deliberadamente sobreprocesadas.
Varios programas utilizan la IA para generar una variedad de imágenes basadas en diversas frases de solicitud (prompt). Entre ellos están Dall-e de OpenAI, que lanzó una serie de imágenes en enero de 2021, Imagen and Parti de Google Brain, que se anunció en mayo de 2022 y NUWA-Infinity de Microsoft.
Hay muchos otros programas de generación de arte de IA que incluyen aplicaciones móviles sencillas para el usuario y los entornos virtuales de Jupyter Notebook que requieren GPUs potentes para funcionar de forma eficaz. Algunos ejemplos son Midjourney, StyleGAN y Stable Diffusion, entre muchos otros. El uso de estos programas para crear imágenes que parecen fotografías reales, pero no lo son, ha generado gran controversia en el ámbito artístico, cultural y social. En este contexto, Ricardo Ocaña introdujo en 2023 por primera vez el neologismo «inagrafía», definido como procedimiento o técnica que permite obtener imágenes fijas mediante un sistema de inteligencia artificial. Su diferenciación de la fotografía es esencial para comprender las aportaciones de esta nueva tecnología al arte visual del siglo XXI.

## Ventas

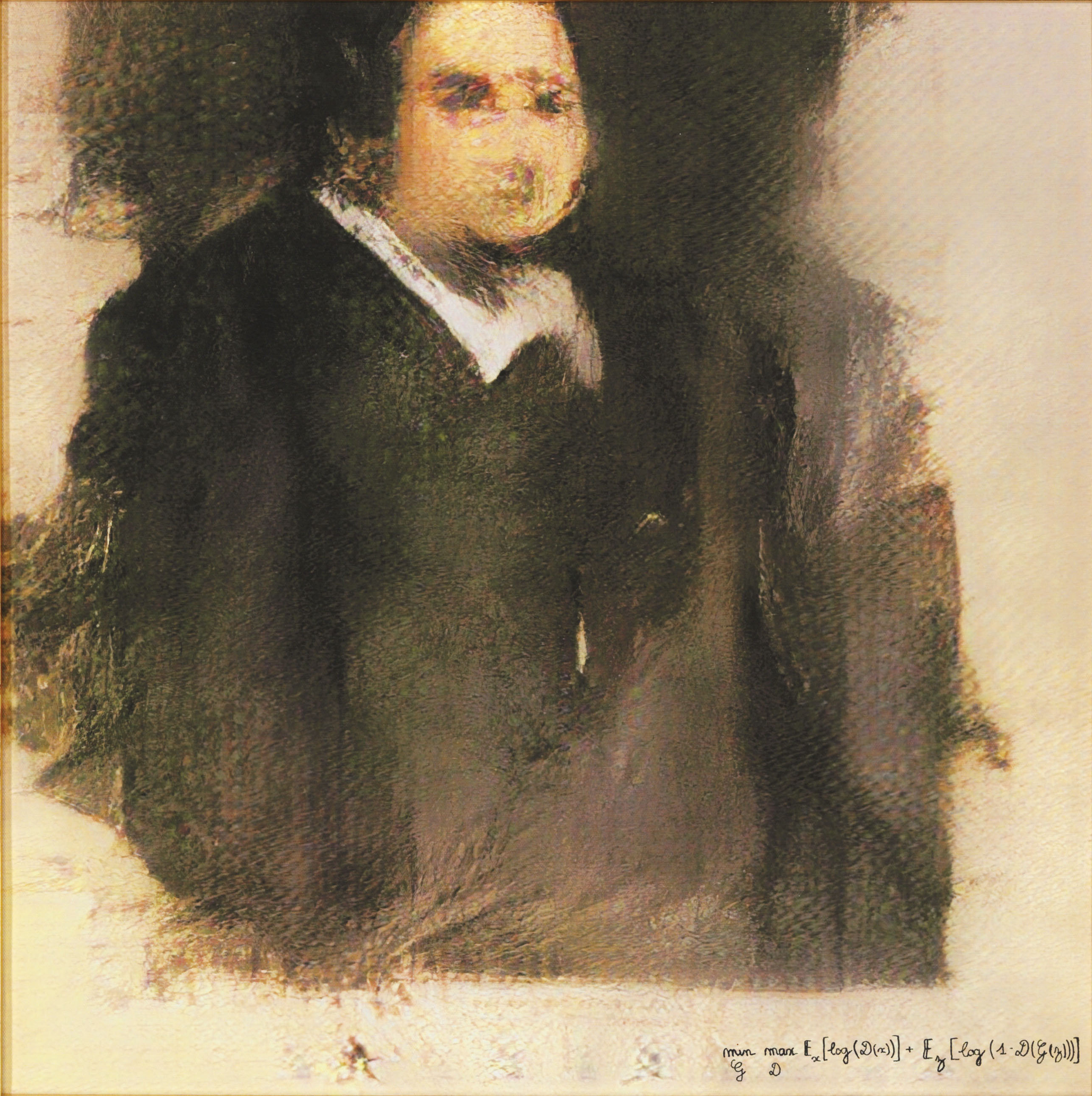
Edmond de Belamy, Edmond de Belamy, creado con una Red generativa adversativa en 2018.

En 2018 se celebró una subasta de arte de inteligencia artificial en la casa de subastas Christie's en Nueva York, donde la obra de arte de IA Edmond de Belamy se vendió por 432.500 dólares, unas 45 veces más que su estimación de entre 7.000 y 10.000 dólares. La obra de arte fue creada por "Obvious", un colectivo con sede en París.

## Música
Alrededor de 2024, se produce música sofisticada mediante sistemas de IA como Suno AI y Udio.

## Críticas
Desde que los artistas comenzaron a utilizar la IA para crear arte en el XXI, el uso del arte generado por IA ha suscitado varios debates. En la década de 2020, algunos de esos debates se referían a si el arte de la IA puede definirse como arte o no y al impacto que tendrá en los artistas.

En 1985, Pamela Samuelson examinó las cuestiones jurídicas que rodean la autoría del arte generado por IA en relación con los derechos de autor: ¿a quién pertenecen los derechos de autor cuando la obra de arte ha sido creada por una inteligencia artificial? El artículo de Samuelson, Allocating Ownership Rights in Computer-Generated Works, (Asignación de derechos de propiedad de obras generadas por ordenador), sostenía que los derechos deberían asignarse al usuario del programa generador. Victor M. Palace ha presentado tres posibles opciones. En primer lugar, la propia inteligencia artificial se convertiría en propietaria de los derechos de autor. Para ello, habría que modificar el artículo 101 de la Ley de derechos de autor estadounidense para definir al "autor" como una persona física o un ordenador. En segundo lugar, siguiendo el argumento de Samuelson, el usuario, programador o empresa de inteligencia artificial es el propietario de los derechos de autor. Esto sería una ampliación de la doctrina del "trabajo por encargo", según la cual la propiedad de un derecho de autor se transfiere al "empleador". Por último, nadie se convierte en propietario de los derechos de autor, y la obra entraría automáticamente en el dominio público. El argumento aquí es que como ninguna persona "creó" la obra de arte, nadie debería ser el propietario de los derechos de autor.

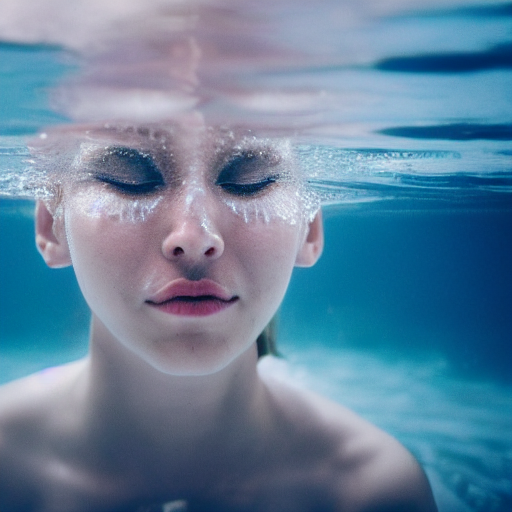
El rostro de una mujer bajo el agua serena emoción película grano, Stable Diffusion

En el verano de 2022, el concurso anual de arte de la Feria Estatal de Colorado otorgó el primer premio de 300 dólares en su categoría de artista digital emergente a un artista que generó su imagen con Midjourney.
En 2022, algunos artistas han expresado su preocupación por el impacto que el arte generado por IA podría tener en su capacidad para ganar dinero, especialmente si el arte generado por IA se utiliza para sustituir a los artistas que trabajan en ilustración y diseño. Según el sindicato británico Equity, "el 65% de los artistas piensan que el desarrollo de la tecnología de IA supone una amenaza para las oportunidades de empleo en el sector de las artes visuales". El artista digital R. J. Palmer ha declarado: "Yo puedo prever fácilmente un escenario en el que, utilizando IA, un solo artista o director de arte podría ocupar el lugar de 5 a 10 artistas de nivel básico... He escuchado a muchos autores que se autoeditan decir lo estupendo que será no tener que contratar a un artista. Haciendo ese tipo de trabajo para los pequeños creadores es como muchos de nosotros nos iniciamos como artistas profesionales". El artista digital polaco Greg Rutkowski ha afirmado que "está empezando a parecer una amenaza para nuestras carreras", añadiendo que se ha vuelto más difícil buscar su trabajo en línea, ya que muchas de las imágenes que devuelven los motores de búsqueda son generadas por la IA que fue impulsada para imitar su estilo.
También se ha expresado preocupación por el uso de obras de artistas para entrenar sistemas de IA y por los posibles problemas de derechos de autor. Reema Selhi, de la Design and Artists Copyright Society, declaró en septiembre de 2022 que "no hay garantías para que los artistas puedan identificar las obras en las bases de datos que se están utilizando y optar por no participar".
En 2023, estos y otros aspectos fueron tratados en el artículo «La inagrafía con apariencia fotográfica en el arte del siglo XXI» (Ocaña, 2023), cuyo contenido ofrece un marco conceptual para la reflexión sobre el uso de la inteligencia artificial aplicada a la creación de imágenes.

## Ejemplos

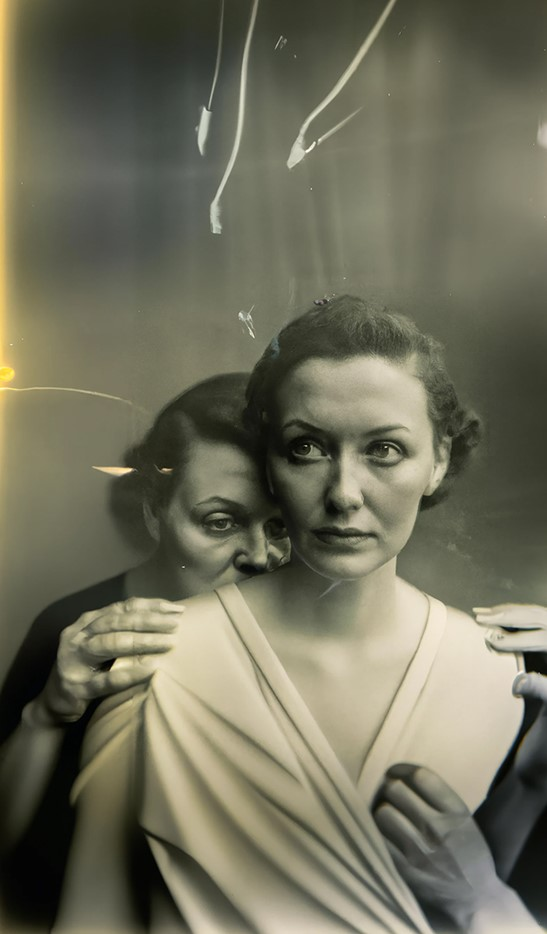
Pseudomnesia: The Electrician le valió a Boris Eldagsen una de las categorías del concurso Sony World Photography Awards.
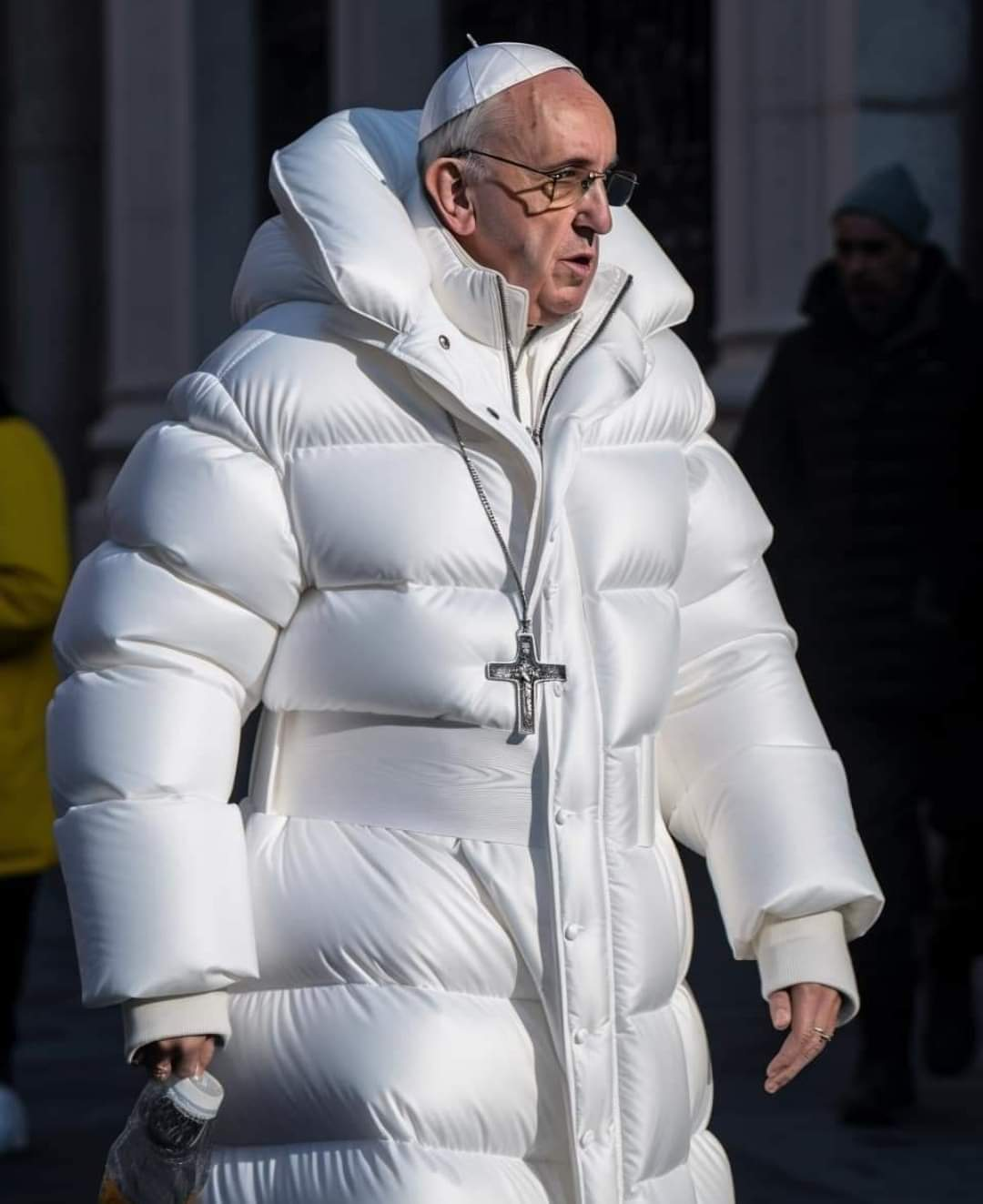
Una imagen generada por inteligencia artificial en 2023 del Papa Francisco con una chaqueta de invierno acolchada engañó a algunos espectadores haciéndoles creer que era una fotografía real. Se volvió viral en las plataformas de redes sociales.
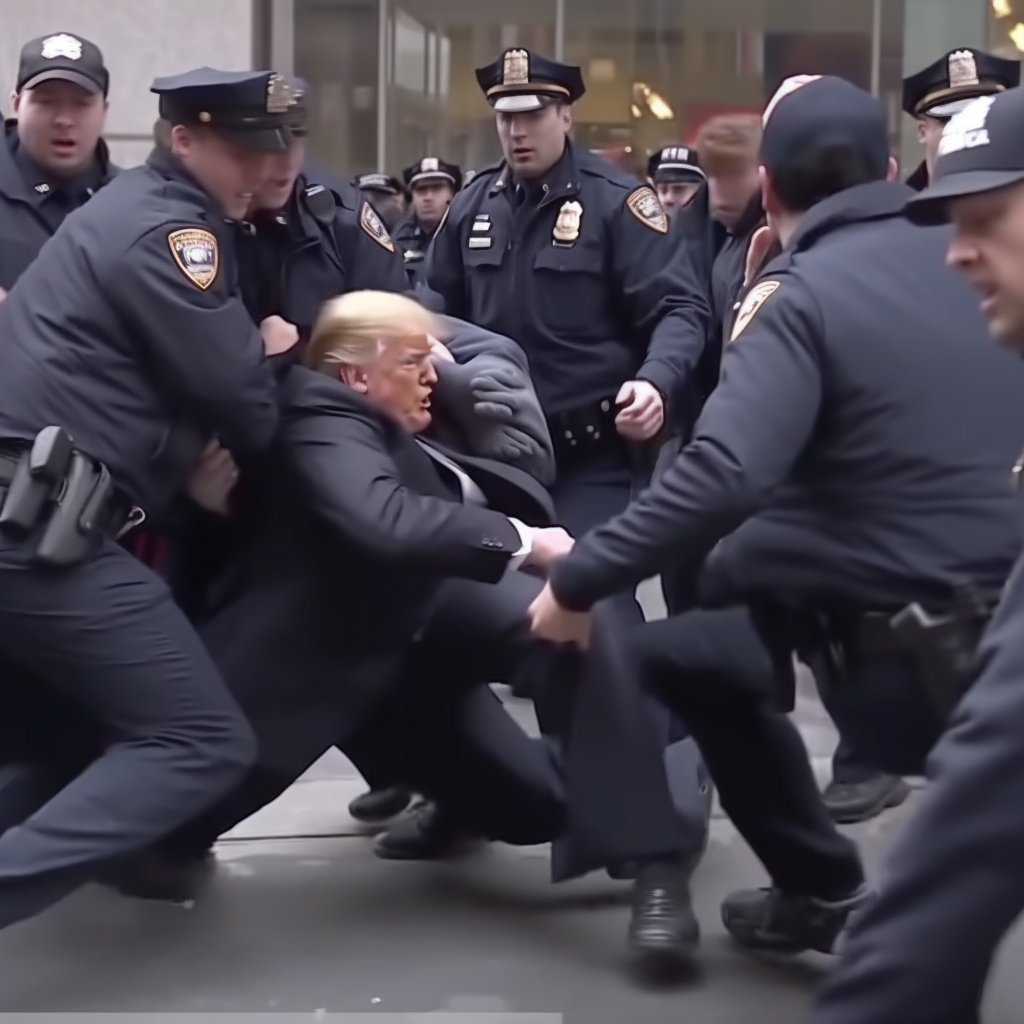
La imagen generada por Midjourney por el periodista Eliot Higgins muestra al expresidente Donald Trump siendo arrestado. La imagen fue publicada en Twitter y se volvió viral.
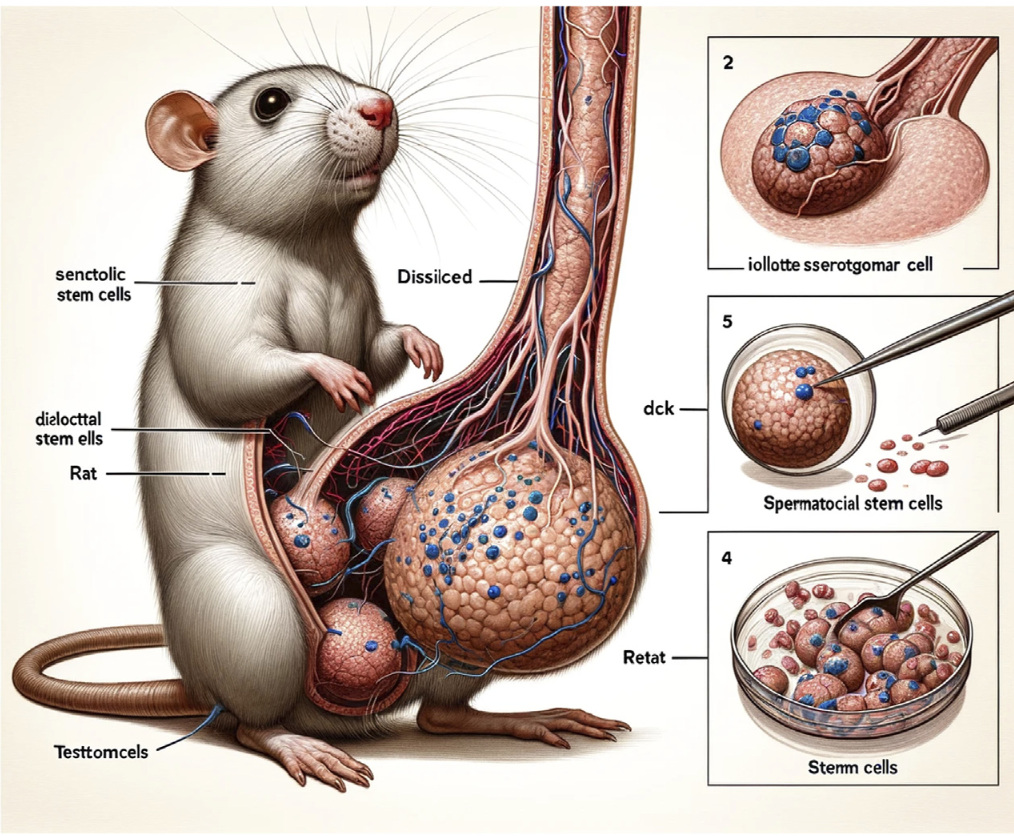
Una de las siete imágenes generadas por IA que se utilizaron para las figuras del artículo ahora retirado Funciones celulares de las células madre espermatogoniales en relación con la vía de señalización JAK/STAT. Figura 1, "Células madre espermatogoniales aisladas, purificadas y cultivadas a partir de testículos de rata".